# Société des patrimoines immobiliers de l'État
La société des patrimoines immobiliers de l'État (Sopie SA) est une entreprise anonyme unipersonnelle publique béninoise créée par le gouvernement du Bénin le 16 mai 2018.

## Historique
Créée par décret N° 2018-182, la Sopie SA est entreprise de type société anonyme unipersonnelle qui ne fait pas appel à l'épargne publique. Elle est dotée d'un conseil d'administration avec un président et un directeur général, et est réglementée par les lois et règlements en vigueur en République du Bénin, notamment l'Acte uniforme relatif au droit des sociétés commerciales et du groupement d'intérêt économique, qui est entré en vigueur le 5 mai 2014.

## Missions de la Sopie SA
La société des patrimoines immobiliers de l'État a pour missions de promouvoir, valoriser et développer le patrimoine immobilier de l’État, qu'il soit de caractère commercial, culturel, artistique ou sportif. Nous sommes également chargés de gérer, entretenir et promouvoir les stades, musées, hôtels, centres de loisirs et toutes autres infrastructures appartenant à l’État,,,.
A sa création, il est dirigé par Serge Ahouandogbo nommé lors du conseil des ministres du 17 février 2021. Il est remplacé depuis par Ranti Akindès par décret N° 2023-196 du 20 avril 2023,.